# Holdfast
Holdfast es un pueblo canadiense situado en la provincia de Saskatchewan.

## Superficie
Holdfast tiene una superficie de 1,32 km².

## Demografía
En 2021, tenía 173 habitantes, una densidad poblacional de 130,9 hab./km², y 92 viviendas.